# Dejan Čukić
Dejan Čukić, född 25 november 1966 i Berane, Montenegro (i dåvarande Jugoslavien), är en dansk skådespelare. Čukić är uppväxt i Danmark.

## Filmografi i urval
- 1996 – Ont blod
- 1998 – Taxa (TV-serie)
- 1999 – I Kina käkar dom hundar
- 2001 – Den lejde mördaren
- 2002–2003 – Nikolaj och Julie (TV-serie)
- 2004 – Hotet
- 2005 – Anna Pihl
- 2008 – Ulvenatten
- 2009 – Simon och Malou
- 2009 – Original
- 2010 – Snabba Cash
- 2010 – Wallander – Vålnaden
- 2011 – The Borgia (TV-serie)
- 2012 – Snabba Cash II
- 2013 – Snabba Cash - Livet Deluxe
- 2014 – Stockholm Stories
- 2017 – Innan vi dör (TV-serie)